# Comtat de Lassen
El Comtat de Lassen és un comtat de l'estat de Califòrnia, Estats Units. Durant el cens de 2020, la seva població era de 32.730 habitants. La seva seu és Susanville. Es troba a la frontera amb Nevada, al nord de Califòrnia.

## Història
El comtat de Lassen va ser creat el 1864 a partir de territoris del comtat de Plumas i el comtat de Shasta. El seu nom prové de Lassen Peak que va rebre el seu nom en honor a Peter Lassen, un conegut caçador i un dels guies del general John C. Frémont. Fou assassinat per Paiutes a la base de la muntanya el 1859. El Parc Nacional Volcànic de Lassen, així com nombrosos llacs, es troben al comtat.

### Ciutats i comunitats
- Bieber

- Doyle

- Herlong

- Janesville

- Litchfield

- Madeline

- Milford

- Nubieber

- Ravendale

- Standish

- Susanville

- Termo

- Wendel

- Westwood

## Demografia
| 1870 | 1880 | 1890 | 1900 | 1910 | 1920 | 1930  | 1940  | 1950  | 1960  | 1970  | 1980  | 1990  | 2000  | 2010  | 2020  |
| ---- | ---- | ---- | ---- | ---- | ---- | ----- | ----- | ----- | ----- | ----- | ----- | ----- | ----- | ----- | ----- |
| 1327 | 3340 | 4239 | 4511 | 4802 | 8507 | 12589 | 14479 | 18474 | 13597 | 14960 | 21661 | 27598 | 33828 | 34895 | 32730 |

### Transport

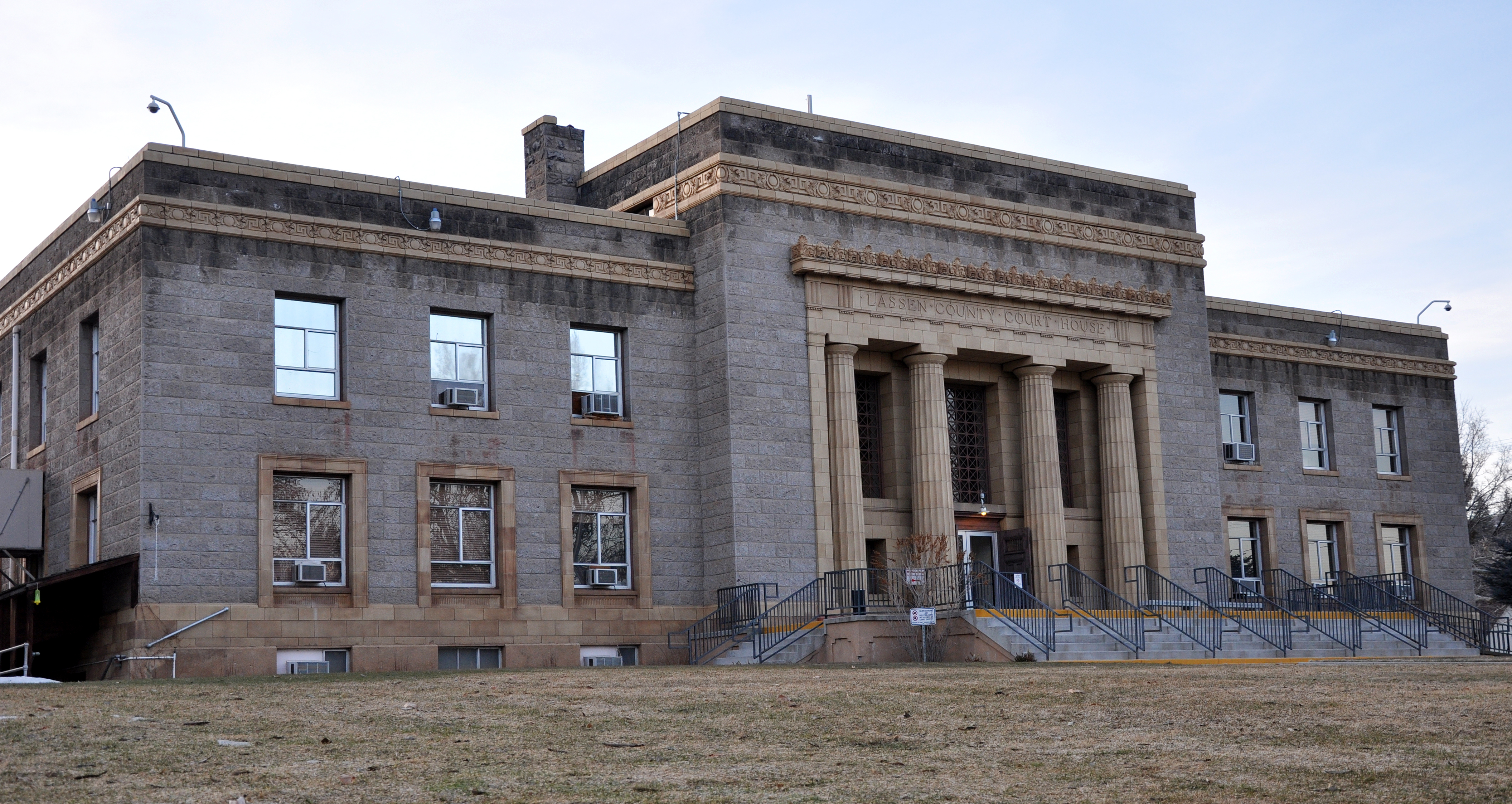
Tribunal del Comtat de Susanville.

- Tribunal del Comtat de Susanville. U. S. Carretera 395

- Ruta estatal de Califòrnia 36

- Ruta estatal de Califòrnia 44

- Ruta estatal de Califòrnia 139

- Ruta estatal de Califòrnia 299